# 磁層鞘
磁層鞘是在太空的行星磁層中介於磁層頂和弓形震波之間的區域。通常行星組織的磁場在磁層鞘的區域會因為太陽風的介入，因產生交互作用而變得不規則和減弱，並且不勝負荷的充滿了被偏轉的高能帶電粒子。 在這個區域能觀察到的粒子密度遠比弓形震波之外為低，但大於在內側的磁層頂，因此可以被視為是瞬間的過渡狀態。

地球的磁層概要，顯示出磁層鞘的相對位置。

由於長久以來誤解它只單純的是弓形震波和磁層頂交互作用下的副產物，對磁層鞘內部確實本質的科學研究受到了限制，而沒有注意它本身固有的性質。然而，近代的研究顯示磁層鞘是一個有活力的區域，動盪喧擾的電漿流對弓形震波和磁層頂的結構也許扮演著重要的角色，並且也許可以支配高能粒子流穿越過邊界。
由於太陽風的壓力，地球的磁層鞘在朝向太陽的這一面，在空間中佔據的典型的大小約是10倍地球半徑，背向太陽的一面則延伸得更為遙遠。磁層鞘確實的位置和範圍取決於太陽活動的變化。

## 外部連結
- The Encyclopedia of Astrobiology, Astronomy, and Spaceflight （页面存档备份，存于）
- Institute of Geophysics and Planetary Physics （页面存档备份，存于）